# (7469) Krikalev
(7469) Krikalev es un asteroide perteneciente al cinturón de asteroides, descubierto el 15 de noviembre de 1990 por la astrónoma soviética Liudmila Chernyj desde el Observatorio Astrofísico de Crimea.

## Designación y nombre
Designado provisionalmente como 1990 VU14. Fue nombrado Krikalev en honor al cosmonauta ruso Serguéi Konstantínovich Krikaliov.